# Vertegenwoordiging van de Vlaamse Regering in Parijs
Het Vlaams Huis in Parijs huisvest de vertegenwoordiging van de Vlaamse Regering in Frankrijk. Het werd plechtig geopend in 2002 door Paul Van Grembergen, toenmalig Vlaams minister van Buitenlands Beleid.

## Doelstelling
Deze vertegenwoordiging heeft tot taak de Vlaamse regio beter te doen kennen in Frankrijk bij de officiële instellingen, de professionele partners en het grote publiek. Buiten de promotie van de Vlaamse cultuur, geschiedenis en toeristische mogelijkheden is het ook de bedoeling de Vlaamse politieke, economische en wetenschappelijke realiteit uit te dragen. Het is een aanspreekpunt voor alle activiteiten die Vlaanderen in Frankrijk ontwikkelt. Zo is het als buurland belangrijk gezamenlijk maatregelen uit te werken op het vlak van leefmilieu, werkgelegenheid en mobiliteit.
De Vlaamse vertegenwoordiger is ook de contactpersoon met de internationale instellingen Unesco en OESO die in Parijs gevestigd zijn en met de Raad van Europa in Straatsburg.
De strategie voor de nabije toekomst werd vastgelegd in een Strategienota waarvan de kernthema's zijn:
1. Stabiliseren en versterken van de leidende positie die Vlaanderen als logistiek knooppunt in het hart van Europa bekleed.
2. Versterken van de economische concurrentiekracht van Vlaanderen door het bewerken van de Franse markt enerzijds en door het stimuleren van samenwerking met Franse partners op het domein van wetenschap en innovatie.
3. Promoten van het Nederlands en de Vlaamse cultuur en patrimonium en versterken van de relaties in onderwijs en onderzoek.
4. Duurzaam beheer in beider belang van het grensgebied Vlaanderen en Noord-Frankrijk qua werkgelegenheid, milieu, gezondheid, ruimtelijke ordening en vervoer.

## Relaties van Vlaanderen met Frankrijk
Het historisch verleden van Vlaanderen en van Frankrijk is al eeuwenlang sterk verweven. Zo stond Vlaanderen geruime tijd rechtstreeks of onrechtstreeks en goedschiks of kwaadschiks onder het gezag van Franse heersers.
Economisch is Frankrijk de op twee na grootste handelspartner van Vlaanderen. Voor Vlaanderen is een goede samenwerking met de regio Hauts-de-France prioritair. Vlaamse bedrijven zijn de grootste investeerders in deze regio. Hier is ook de grensarbeid van belang. Meer dan 22000 inwoners van dit departement werken in België, waaronder een derde in de provincie West-Vlaanderen. Dit aantal is stijgende. Daarentegen werken slechts 5000 Belgen in Frankrijk, een aantal dat dalende is.
Franse toeristen zorgen voor meer dan één miljoen overnachtingen in Vlaanderen, terwijl 20 % van de Vlamingen zijn vakantie in Frankrijk doorbrengt.

## Locatie
Het Vlaams Huis is gevestigd in de rue Euler, 6 in Paris. Op hetzelfde adres zijn gevestigd: Flanders Investment & Trade, Toerisme Vlaanderen & Brussel en het Vlaams Promotiecentrum voor Agro-en Visserijmarketing.

## Activiteiten en realisaties
Op politiek vlak werden de laatste jaren verschillende bilaterale en multilaterale akkoorden gesloten. Zo ondertekenden Vlaanderen en Frankrijk in 2000 een Samenwerkingsakkoord op cultureel, taal-, pedagogisch en wetenschappelijk vlak. Op het vlak van de grensoverschrijdende publieke werken werd in 2002 een akkoord gesloten tussen België, Wallonië en Vlaanderen enerzijds en Frankrijk anderzijds.